# Siegmar von Schnurbein
Siegmar Gottfried Markus Freiherr von Schnurbein (* 31. Oktober 1941 in Blankenburg am Harz) ist ein deutscher Provinzialrömischer Archäologe.

## Leben
Er studierte von 1963 bis 1970 Provinzialrömische Archäologie, Vor- und Frühgeschichte sowie Alte Geschichte an der Universität Tübingen und der Universität München und promovierte 1970 in München mit einer Arbeit über das römische Gräberfeld in Regensburg. Anschließend war er am Westfälischen Landesmuseum für Vor- und Frühgeschichte in Münster tätig, wo er die Funde aus dem Römerlager Haltern bearbeitete. Seit 1978 war Schnurbein Mitarbeiter der Römisch-Germanischen Kommission des Deutschen Archäologischen Instituts in Frankfurt am Main; seit 1981 als ihr Zweiter, von 1990 bis zu seiner Pensionierung im Jahr 2006 als ihr Erster Direktor. Er habilitierte sich 1981 an der Johann Wolfgang Goethe-Universität Frankfurt/Main, wo er seit 1989 außerplanmäßiger Professor ist.
In den Jahren 1993, 1996 und 2000 wurde Schnurbein zum Vorsitzenden des Präsidiums der Deutschen Verbände für Altertumsforschung gewählt. Im Jahr 2003 war er Gründungsmitglied der Deutschen Limeskommission.
Er beschäftigt sich schwerpunktmäßig mit der Archäologie der germanischen Provinzen Roms und den römisch-germanischen Kontakten.

## Ehrungen
Schnurbein ist ordentliches Mitglied des Deutschen Archäologischen Instituts (DAI) sowie Ehrendoktor der Universität des Westens Timișoara und der Universität Warschau. 1991 wurde er zum Korrespondierenden Mitglied der Bayerischen Akademie der Wissenschaften gewählt, 1998 zum Wirklichen Mitglied des Österreichischen Archäologischen Instituts ernannt, 1999 zum Honorary Member der Society of Antiquaries of London. Im Jahr 2006 wurde Schnurbein mit dem Verdienstkreuz 1. Klasse des Verdienstordens der Bundesrepublik Deutschland geehrt. Den European Heritage Award erhielt er 2009 für sein Engagement bei der Zusammenführung der Wissenschaftler Europas. 2014 wurde Schnurbein für seine bemerkenswerte Arbeit an der archäologischen Stätte der deutsch-französischen Ausgrabungen in Alesia zum Chevalier de l’ordre des Art et des Lettres ernannt.

## Schriften (Auswahl)
- Die römischen Militäranlagen bei Haltern. Bericht über die Forschungen seit 1899. 1974 (Bodenaltertümer Westfalens 14).
- Das römische Gräberfeld von Regensburg. 1977 (Materialhefte zur Bayerischen Vorgesch. Reihe A Bd. 31).
- Die Römer in Haltern. 1979 (Einführung in die Vor- und Frühgeschichte Westfalens, Heft 2).
- Die unverzierte Terra Sigillata aus Haltern. 1982 (Bodenaltertümer Westfalens 19).
- Vom Einfluß Roms auf die Germanen. Opladen 1995 (Nordrhein-Westfälische Akademie der Wissenschaften Vorträge G 331).
- Untersuchungen zur Geschichte der römischen Militärlager im Lippegebiet. In: Bericht der Römisch-Germanischen Kommission 62, 1981, S. 5–101.
- Die kulturgeschichtliche Stellung des nördlichen Rätien. In: Bericht der Römisch-Germanischen Kommission 63, 1982, S. 5–16.
- Die Funde von Augsburg-Oberhausen und die Besetzung des Alpenvorlandes durch die Römer. In: J. Bellot, Wolfgang Czysz, G. Krahe (Hrsg.): Forschungen zur Provinzialrömischen Archäologie in Bayerisch-Schwaben. 1985, S. 15–43.
- Der neue Plan des valentinianischen Kastells Alta Ripa (Altrip). In: Bericht der Römisch-Germanischen Kommission 1989, S. 507–526.
- Perspektiven der Limesforschung. In: Der Römische Limes in Deutschland, 1992 (Archäologie in Deutschland Sonderh. 1992), S. 71–88.
- mit M. Endrich: Das Projekt: Römische Funde im Mitteleuropäischen Barbaricum, dargestellt am Beispiel Niedersachsen. In: Bericht der Römisch-Germanischen Kommission 73, 1992, S. 5–27.
- mit Alfred Haffner: Kelten, Germanen, Römer im Mittelgebirgsraum zwischen Luxemburg und Thüringen. Ein Schwerpunktthema der Deutschen Forschungsgemeinschaft. In: Archäologisches Nachrichtenblatt 1, 1996, S. 70–77.
- mit M. Reddé u. a.: Die Contrevallation. In: Neue Ausgrabungen und Forschungen zu den Belagerungswerken Caesars um Alesia (1991-1994). In: Bericht der Römisch-Germanischen Kommission 76, 1995, S. 94–105.
- mit U. von Freeden (Hrsg.): Spuren der Jahrtausende. Archäologie und Geschichte in Deutschland. Stuttgart 2002.
- (Hrsg.): Atlas der Vorgeschichte. Europa von den ersten Menschen bis Christi Geburt. Theiss, Stuttgart 2009, ISBN 978-3-8062-2105-3, 2., verbesserte Aufl., Theiss, Stuttgart 2010.